# Alchemilla ptychomnoa
Alchemilla ptychomnoa é uma espécie de rosácea do gênero Alchemilla, pertencente à família Rosaceae.